# Melicope haleakalae
Melicope haleakalae là một loài thực vật thuộc họ Rutaceae. Đây là loài đặc hữu của quần đảo Hawaii. Nó đã tuyệt chủng do mất môi trường sống.